# Morta Zauniūtė
Morta Zauniūtė (22 marca 1875 r. w Rakaičiai, niedaleko Pakalnė w Prusach Wschodnich – 10 stycznia 1945 r. (?) w Niemczech) – działaczka na rzecz kultury litewskiej w Prusach Wschodnich, poetka. W 1902 r. otworzyła w Tylży księgarnię litewską, w której zaopatrywali się kolporterzy przemycający zakazaną literaturę litewską do Imperium Rosyjskiego. Wspierała działalność Litewskiej Partii Socjaldemokratycznej, organizowała transport prasy socjaldemokratycznej i komunistycznej.